# WWE Vengeance
Pour les articles homonymes, voir Vengeance (homonymie).

Logo de Vengeance de 2003 a 2007

WWE Vengeance est un pay-per-view de catch de la WWE qui se déroulait au mois de décembre lors de l'édition de 2001, en juillet de l'édition de 2002 à 2004 et en Juin de l'édition de 2005 à 2007. C'est le premier pay per view exclusif où le WWE Championship et le WWE World Heavyweight Championship ont été mis en jeu la même soirée (2005). De 2003 à 2006, c'était un PPV exclusif à la division WWE Raw. En 2007, Vengeance prit le slogan de Night Of Champions, puisque dans ce PPV, tous les titres ont été défendus. Depuis 2008, la WWE a alors décidé que Vengeance s'appellera Night Of Champions, et que tous les titres de la fédération seraient mis en jeu. En 2011, la WWE décide de faire revenir Vengeance.

## Historique deVengeance
|  | Pay-per-view exclusif à Raw        |
|  | Pay-per-view exclusif à SmackDown! |

| Événement                      | Date            | Ville                        | Lieu                    | Main Event |
| ------------------------------ | --------------- | ---------------------------- | ----------------------- | --- |
| Vengeance (2001)               | 9 décembre 2001 | San Diego (Californie)       | San Diego Sports Arena  | Steve Austin (c) contre Chris Jericho dans un Match simple pour le WWF Championship.                                                                           |
| Vengeance (2002)               | 21 juillet 2002 | Détroit (Michigan)           | Joe Louis Arena         | The Undertaker (c) contre Kurt Angle contre The Rock dans un Triple Threat match pour le WWE Undisputed Championship.                                          |
| Vengeance (2003)               | 27 juillet 2003 | Denver (Colorado)            | Pepsi Center            | Brock Lesnar (c) contre Kurt Angle contre Big Show dans un No Disqualification Triple Threat match pour le WWE Championship.                                   |
| Vengeance (2004)               | 21 juillet 2004 | Hartford (Connecticut)       | Hartford Civic Center   | Chris Benoit (c) contre Triple H dans un Match simple pour le World Heavyweight Championship (WWE).                                                            |
| Vengeance (2005)               | 26 juin 2005    | Las Vegas (Nevada)           | Thomas & Mack Center    | Batista (c) contre Triple H dans un Hell in a Cell match pour le World Heavyweight Championship (WWE).                                                         |
| Vengeance (2006)               | 25 juin 2006    | Charlotte (Caroline du Nord) | Charlotte Bobcats Arena | Rob Van Dam (c) contre Edge (avec Lita) dans un Match simple pour le WWE Championship.                                                                         |
| Vengeance : Night of Champions | 24 juin 2007    | Houston (Texas)              | Toyota Center           | John Cena (c) contre Mick Foley contre Bobby Lashley contre Randy Orton contre King Booker (avec Queen Sharmell) dans un 5-Man match pour le WWE Championship. |
| Vengeance (2011)               | 23 octobre 2011 | San Antonio (Texas)          | AT&T Center             | Alberto Del Rio (c) contre John Cena dans un Last Man Standing match pour le WWE Championship.                                                                 |